# Dacalana burmana
Dacalana burmana är en fjärilsart som beskrevs av Moore 1884. Dacalana burmana ingår i släktet Dacalana och familjen juvelvingar. Inga underarter finns listade i Catalogue of Life.